# إيلينا فلوريكا
إيلينا فلوريكا (بالرومانية: Cristina Florica)‏ مواليد 11 مايو 1992 في رومانيا، هي لاعبة كرة يد رومانية تلعب كجناح أيسر. مثلت منتخب رومانيا لكرة اليد للسيدات.

## سجل المنافسة
شاركت في البطولات التالية:
- بطولة أوروبا لكرة اليد للسيدات 2016

## روابط خارجية
- إيلينا فلوريكا على موقع الاتحاد الأوروبي لكرة اليد (الإنجليزية)